# Tenzidy
Tenzid (tensit, surfaktant, saponát) je povrchově aktivní látka (dříve nazývaná kapilárně aktivní látka). Snižuje povrchovou či mezifázovou energii, a proto se samovolně koncentruje ve fázovém rozhraní. Označení surfaktanty je převzaté z angličtiny, zatímco tenzidy do češtiny proniklo z němčiny. Synteticky připravené tenzidy se také nazývají saponáty. Jelikož tenzidy snižují povrchové napětí rozpouštědel, usnadňují tak rozpouštění a odstraňování nečistot. Proto se často používají v čisticích a pracích prostředcích. Známým příkladem tenzidu je mýdlo. Alternativním vysvětlením jejich účinku je snížení povrchové energie nečistoty koagulací s tenzidem, která je pak lépe smáčivá.

## Podstata procesu mytí a praní
Zjednodušeně řečeno, proces mytí a praní neboli převedení nečistot z povrchu materiálu do prací lázně spočívá v tom, že nečistoty, které jsou zpravidla nepolárního (neboli hydrofobního) charakteru, je pro jejich odstranění z povrchu látky nutné převést do vodného roztoku. To umožňuje tenzid, protože ten se jedním (nepolárním) koncem naváže na nepolární špínu a druhým koncem (polárním) na molekuly vody. V důsledku jsou tedy částice nečistot molekulami tenzidu obklopeny, a tím pádem rozptýleny ve vodném roztoku. Tak jsou nečistoty z povrchu materiálu odstraněny a následně mohou být odplaveny vodou. Blíže nám proces mytí a praní znázorňuje následující obrázek:

## Rozdělení tenzidů
Tenzidy, které (jak již bylo řečeno) mají bipolární chemickou strukturu, se z hlediska iontového charakteru hydrofilní (=polární) skupiny dělí na ionogenní a neionogenní. Iontový charakter molekuly tenzidu se projeví až po vložení tenzidu do vodného prostředí – hovoří se o disociaci molekuly tenzidu.

### Ionogenní tenzidy
Ionogenní tenzidy se dále dělí na:
- Anionaktivní tenzidy: Ve vodném prostředí mají záporný náboj – tvoří přibližně 55 % světové produkce.

- Kationaktivní tenzidy: Ve vodném prostředí mají kladný náboj – asi 10 % světové produkce.

- Amfolytické tenzidy: Podle pH vodného prostředí mají buď kladný nebo záporný náboj – kolem 2-5 % světové produkce.

### Neionogenní tenzidy
- Nemají v molekule náboj, ve vodném prostředí tedy neionizují a rozpustnost ve vodě je dána přítomností hydrofilních skupin (skupiny -OH , -NH2, 
-(CH2-CH2-O)n-, atd.) – tvoří asi 30 % světové produkce.
- Mají řadu podskupin, například polyglykosidy (sem patří decylglukosid a vyšší alkylglukosidy obsažené např. v kokoglukosidu), ethoxylované mastné aminy (například PEG-2-oleamin), amidy (například kokamid DEA), alkoholethoxyláty a další.

## V lidském těle
V lidském těle se surfaktanty vyskytují například na vnitřním povrchu plicních sklípků (produkují je plicní buňky, pneumocyty); zajišťují lepší difuzi plynů přes stěnu sklípků.